# 宇宙技術

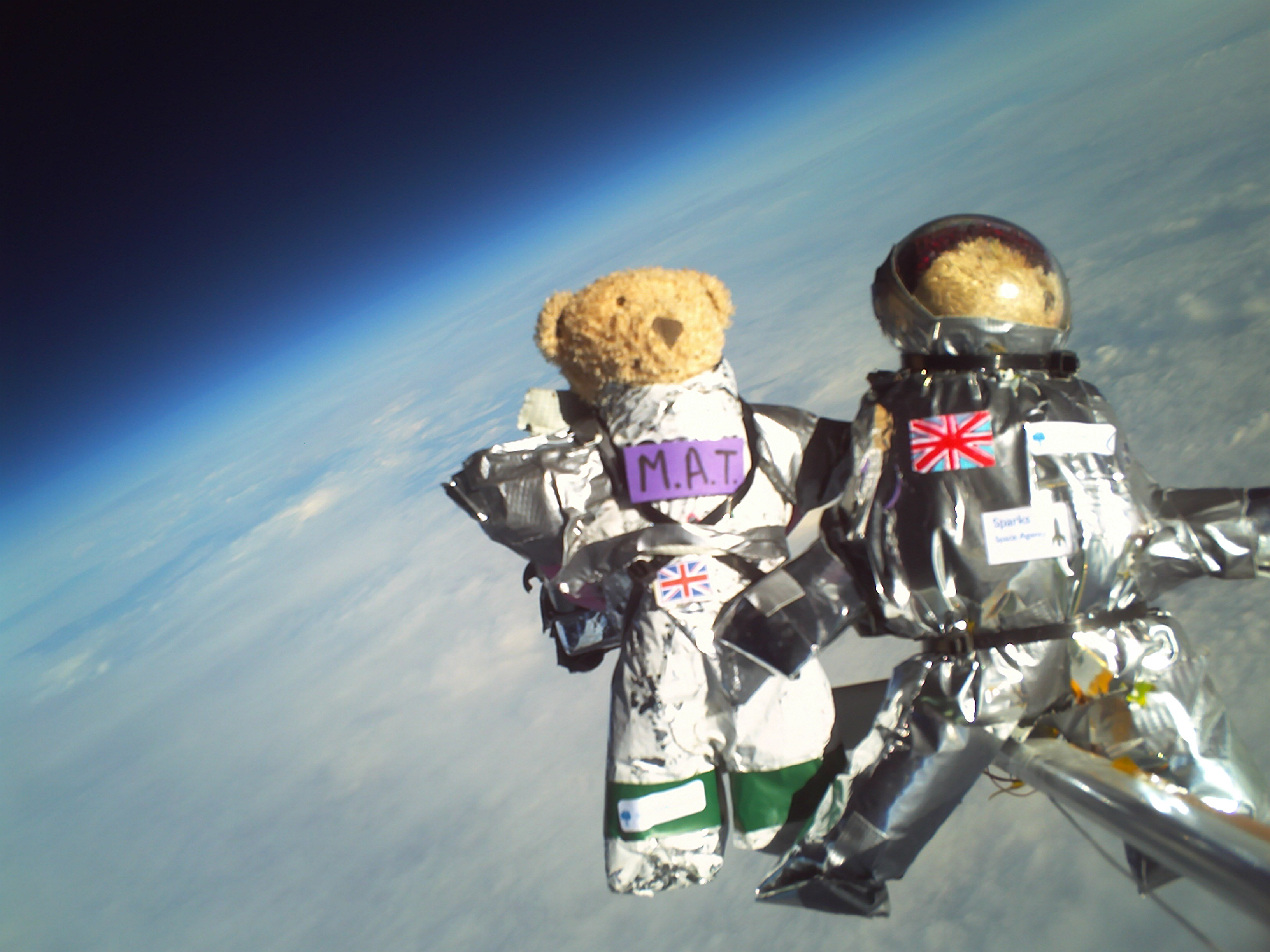
ヘリウムバルーンで30,085mに達したテディベア

宇宙技術（space technology）とは、宇宙に物体や生命を送り、活動および帰還させることに関連する技術である。
天気予報、リモートセンシング、衛星測位システム、衛星放送、遠距離通信といった日常生活に関連する科学技術も宇宙的な基盤に大きく依存している。天文学や地球科学等の科学分野も宇宙技術の恩恵を受けている。
コンピュータや遠隔測定法はブースターや宇宙船にとって不可欠であるため、かつて宇宙技術における最先端技術であった。これらは冷戦下におけるソ連と米国の宇宙開発競争の前から存在したが、その開発は2大国の宇宙計画の必要に沿う形で急速に開発が進んだ。
宇宙はこのように異質な環境なので、その中で活動しようとするには新しい技術や知識を必要とする。宇宙に関連する新しい技術は、後にしばしば他の経済活動でも活用される。

## 宇宙技術の例
- 熱シールド
- 空力ブレーキ
- 大陸間弾道ミサイル
- 遠心分離機
- 有人宇宙飛行
- ロケットスレッド
  - 月面車
- 人工衛星
  - 通信衛星
  - 地球観測衛星
  - 衛星測位システム
  - 衛星放送
- アストロニクス

## 将来の宇宙技術
- 小惑星採掘
- 単段式宇宙輸送機
- 宇宙太陽光発電